# Hyldehøj
Der Hyldehøj war eine megalithische Grabanlage der jungsteinzeitlichen Nordgruppe der Trichterbecherkultur im Kirchspiel Skibby in der dänischen Kommune Frederikssund. Er wurde 1868 zerstört.

## Lage
Das Grab lag am Ostrand von Skibby am westlichen Ende des Havholmgårdsvej. In der näheren Umgebung gab es mehrere weitere megalithische Grabanlagen.

## Forschungsgeschichte
1868 wurde das Grab durch den damaligen Hofbesitzer zerstört. Im Jahr 1873 führten Mitarbeiter des Dänischen Nationalmuseums eine Dokumentation der Fundstelle durch. Zu dieser Zeit waren keine baulichen Überreste mehr auszumachen. Der Hofbesitzer konnte aber noch recht genaue Angaben zum Aussehen der Anlage machen. 

## Beschreibung

### Architektur
Die Anlage besaß eine Hügelschüttung, deren Form und Größe nicht überliefert ist. Ob der Hügel eine steinerne Umfassung besessen hatte, ist nicht bekannt. Die Grabkammer ist als Ganggrab anzusprechen. Ihre Orientierung ist nicht überliefert. Sie hatte einen ovalen Grundriss und eine Länge von etwa 5 Ellen (ca. 3,1 m). In der Breite war sie etwas schmaler. Die Kammer bestand aus zehn Wandsteinen. 1868 waren noch zwei Decksteine vorhanden. Der Hofbesitzer erwähnte außerdem eine Packung Feuersteine, womit ein Bodenpflaster oder eine Ummantelung der Kammer gemeint gewesen sein könnte. Der Kammer war ein nordwest-südöstlich orientierter Gang vorgelagert. Er bestand aus vier oder fünf Wandsteinpaaren. Laut Aussage des Hofbesitzers verlief er schräg zur Kammer.

### Funde
In der Kammer wurden verbrannte Skelettreste gefunden, im Gang drei oder vier Feuerstein-Beile, Abschläge und Keramikscherben. Die Funde sollten dem Nationalmuseum übergeben werden, doch der Bote starb, bevor er seinen Auftrag ausführen konnte und die Kisten gingen verloren.